# Bom Jesus da Serra
Bom Jesus da Serra es un municipio brasileño del estado de Bahía. Su población estimada en 2004 era de 10.644 habitantes.
Las tierras que forman el actual Municipio de Bom Jesus da Serra pertenecían al municipio de Poções. En 1953, Bom Jesus da Serra pasó a albergar el distrito de paz, con la extinción del Distrito de Agua Bela al cual pertenecía el Festival de Bom Jesus da Serra, que fue elevado a la categoría de villa. En 1989 la villa fue elevada a la categoría de ciudad por la Ley Estatal nº 5008 del 13 de julio de 1989, que creó el municipio de Bom Jesus da Serra, separándolo de Poções.